# Royal Society of New South Wales
La Royal Society of New South Wales (letteralmente Reale Società del Nuovo Galles del Sud) è una società scientifica australiana. Fondata come Philosophical Society of Australasia il 27 giugno 1821, è la più antica società scientifica in Australia e una delle più antiche società scientifiche dell'emisfero meridionale.
La società ha sede a Sydney e ha filiali a Mittagong e a Orange.
La società pubblica, dal 1862, una rivista a revisione paritaria, il Journal and Proceedings of Royal Society of New South Wales.